# مارغريت مورو
مارغريت مورو (مواليد 25 أبريل 1977) ممثلة أمريكية ولدت في ريفرسايد، كاليفورنيا، حاصلة على درجة البكالوريوس في العلوم السياسية، أبرز أدوارها الذي اشتهرت به دور «كاتي» في فيلم كوميدي صيف أمريكي ساخن رطب (2001), لعبت دور «جيسي ريفز» في فيلم
ملكة الملعون (2002), تألقت في العديد من المسلسلات التلفزيونية مثل بوي ميتس ورلد (1994), ومسلسل أمريكي كوميدي ثالث كوكب بعد الشمس، قدمت دور فيكي مسلسل أمريكي جنون الرجال2010، ظهرت كضيفة في حلقتين من الإخوة والأخوات مشاركتها في عدد من الأعمال ابزرها مسلسل ذا أو سي (2003).

## روابط خارجية
- مارغريت مورو على موقع IMDb (الإنجليزية)
- مارغريت مورو على موقع ألو سيني (الفرنسية)
- مارغريت مورو على موقع أول موفي (الإنجليزية)
- مارغريت مورو على موقع قاعدة بيانات الأفلام السويدية (السويدية)
- مارغريت مورو على موقع إن إن دي بي (الإنجليزية)
- مارغريت مورو على موقع قاعدة بيانات الفيلم (الإنجليزية)
- مارغريت مورو على موقع كينوبويسك (الروسية)